# Anaphyllopsis
Anaphyllopsis, biljni rod iz porodice kozlačevki smješten u potporodicu Lasioideae. Postoje 3 vrste rasprostranjene po tropskoj Južnoj Americi. Rastu kao helofiti na pjeskovitim, djelomično poplavljenim mjestima uz potoke i močvarnim šumama.

## Vrste
1. Anaphyllopsis americana (Engl.) A.Hay
2. Anaphyllopsis cururuana A.Hay
3. Anaphyllopsis pinnata A.Hay